# Chottanahalli, Heggadadevankote
Chottanahalli là một làng thuộc tehsil Heggadadevankote, huyện Mysore, bang Karnataka, Ấn Độ.